# Miva (Aicsi)
Miwa (美和町; -shi) város Aicsi prefektúrában, Japánban.
2003-ban a város lakossága 23,961 fő volt, népsűrűsége 2,415 fő/km². Teljes területe 9.92 km².

## Történet
- 1906-ban Hatisuka és Sinoda falvak összeolvadásával jött létre Miwa.
- 1958-ban a falu városi jogokat kapott.

## Népesség
A település népességének változása: